# Águeda de Catânia
Águeda de Catânia, Águeda de Palermo ou Águeda da Sicília, também conhecida como Ágata (em italiano: Agata; em siciliano: Agata; em latim: Agatha; em grego clássico: Αγαθη; romaniz.: Agathe; Catânia ou Palermo, c. 235? – Catânia, 5 de fevereiro de 251) foi uma virgem e mártir das tradições cristãs do século III. Segundo seus "atos" era oriunda duma família rica de Catânia ou Palermo e teria vivido quando sua cidade era controlada pelo consular Quinciano. Foi martirizada por ele durante a perseguição do imperador Décio (r. 251–253). Sua festa litúrgica é celebrada aos 5 de fevereiro.

## Biografia

### Martírio
Embora o martírio de Águeda seja autêntico, e sua veneração como santa tenha se espalhado para além de sua terra natal ainda na Antiguidade, não há informação fiável concernente aos detalhes de sua morte. Tanto Catânia quanto Palermo, ambas na Sicília, reclamam a honra de serem sua cidade natal, porém foi em Catânia que seu martírio ocorreu. É incerto a data de seu nascimento, com os historiadores dividindo opiniões; Sarah Gallick, por exemplo, sugeriu o ano 235.

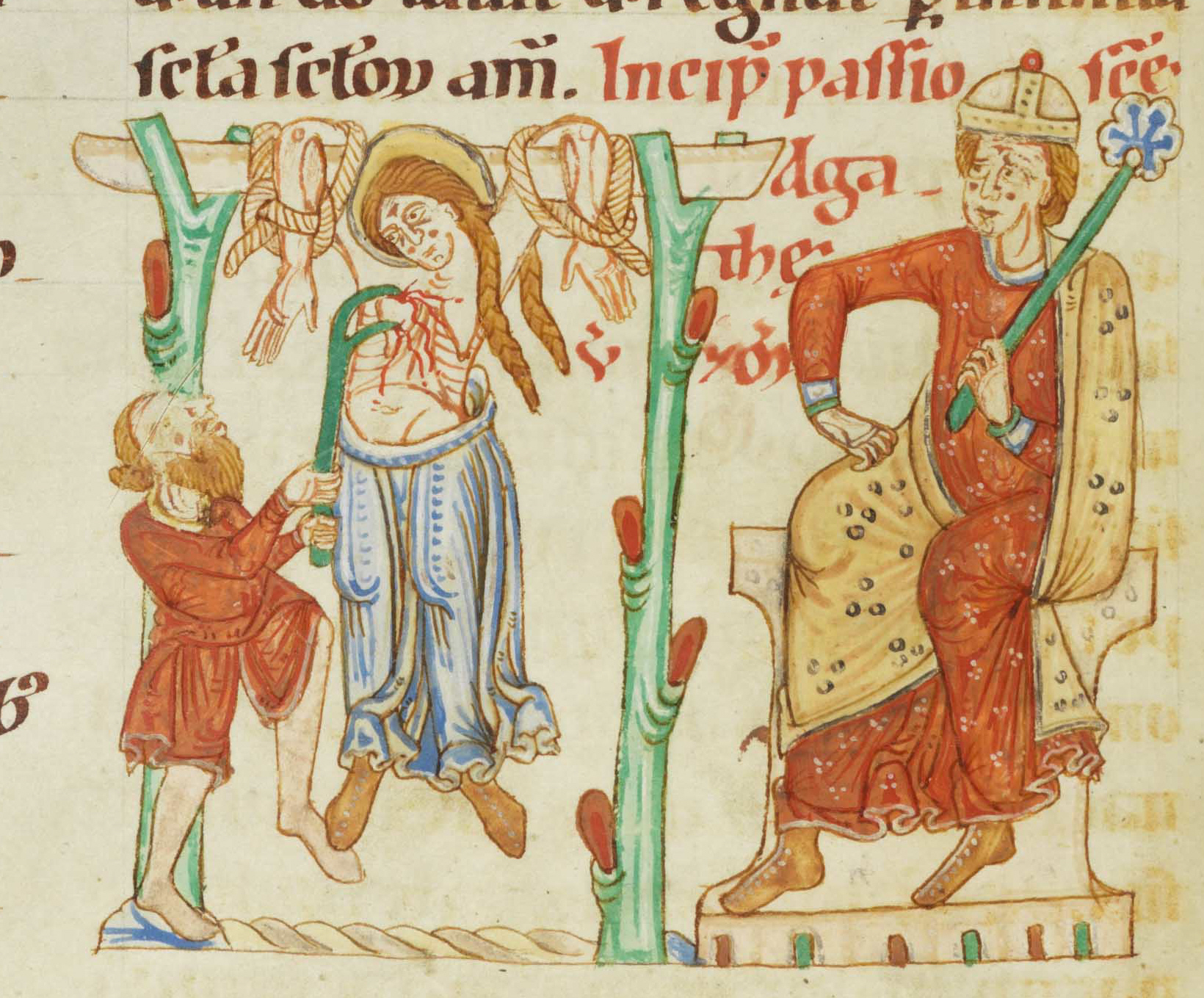
Iluminura do martírio de Santa Águeda no Códex Bodmer 127 de ca. 1170/1200

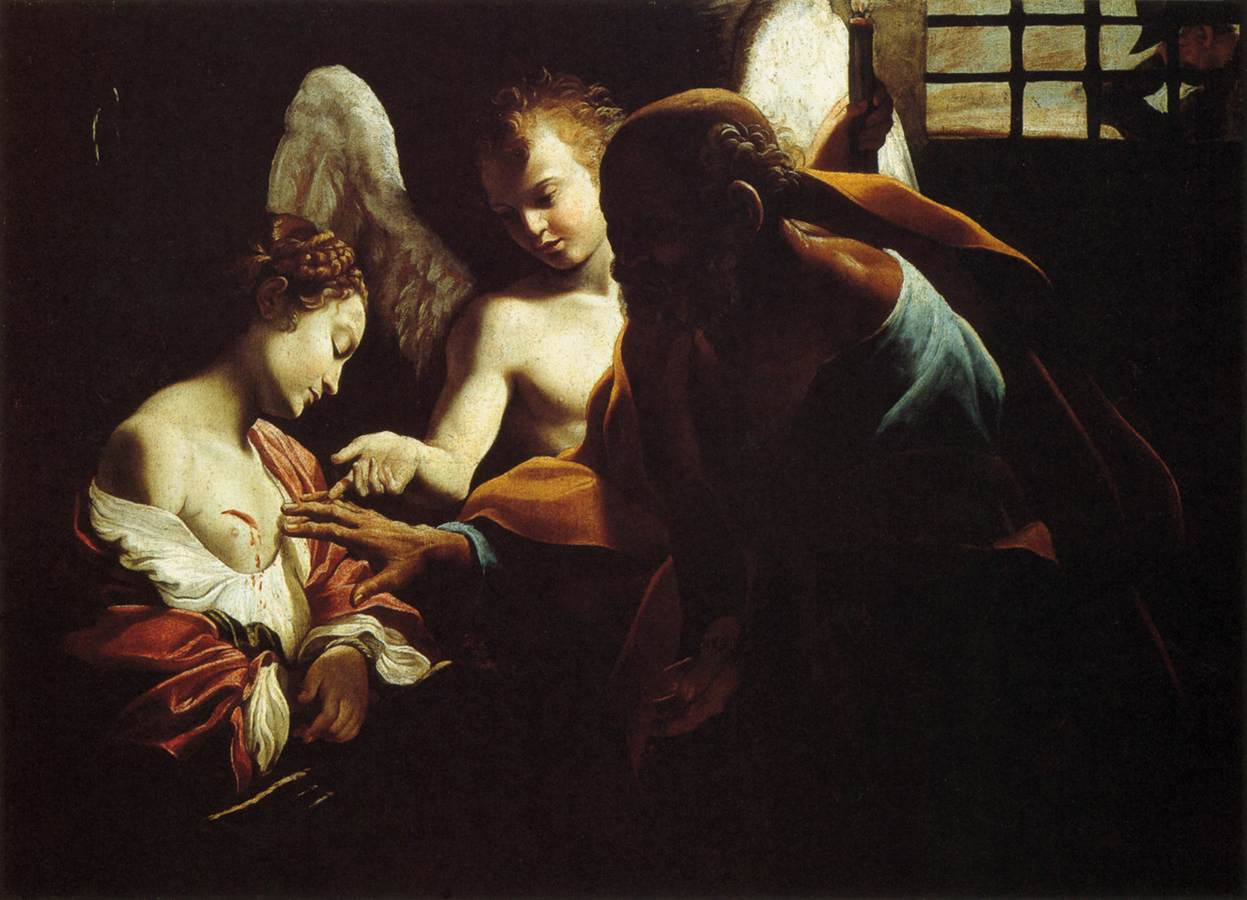
São Pedro curando Águeda, óleo sobre tela de Giovanni Lanfranco de 1614

Seus "atos", existentes em grego e latim, não são considerados como fontes fiáveis. Segundo a Legenda Áurea de 1288 de Tiago de Voragine, pertencia a uma família rica e ilustre siciliana e aos 15 dedicou sua virgindade a Deus, conseguindo triunfar a muitas investidas contra sua pureza. Quinciano, um romano de nascimento humilde que foi nomeado oficial em Catânia, aproveitando-se do decreto emitido pelo imperador Décio (r. 249–251) em 250 ou 251, convocou-a e planejou pôr em prática seus planos malignos para enriquecer. Ao ver-se nas mãos de seus algozes, Águeda teria orado "Jesus Cristo, Senhor de todos, tu vês o meu coração, tu sabes os meus desejos. Apenas tu possuis tudo o que sou. Sou sua ovelha: faz-me digna de superar o Diabo."
De início, Quinciano ordenou-lhe que fizesse sacrifícios aos ídolos, comando que não acatou numa demonstração de fé resoluta. Em seguida, foi entregue à Afrodísia, uma mulher perversa que administrava, com suas seis filhas, uma casa dita de má-fama. Nesse lugar, Águeda sofreu investidas contra sua honra mais terríveis que tortura ou morte, mas permaneceu firme, alegando: "Minha coragem e minha mente estão tão firmemente fundadas sob a pedra firme de Jesus Cristo, que por dor alguma podem ser mudadas; suas palavras [não] são mais que vento, suas promessas [não] são mais que chuva, e suas ameaças [não] são mais que ameaças como rios que passam, e mesmo que todas estas coisas choquem a base da minha coragem, ainda por isso ela não se move."
Depois de um mês, Afrodísia contactou Quinciano e lhe disse que, apesar de enormes esforços, fracassou em convencê-la a abjurar sua fé cristã. Ao ouvir isso, Quinciano convocou Águeda para ser julgada e tentou convencê-la a sacrificar aos ídolos mediante ameaças, mas ela retrucou que eles não eram deuses e sim demônios dourados feitos de mármore e madeira. Após um longo diálogo no qual Quinciano ameaçou-a inúmeras vezes, ela foi espancada e jogada na prisão. No dia seguinte tentou convencê-la novamente, mas ela se recusou, o que fez o oficial ordenar que fosse esticada numa cremalheira, um aparelho de tortura cheio de barras e ganchos de ferro nas laterais onde a vítima era queimada com tochas.
Ele ordenou que os seios dela fossem esmagados e cortados. Em reprimenda, Águeda teria dito: "Demasiado criminoso e tirano cruel, não tens vergonha de cortar aquilo em uma mulher que tu sugaste em tua mãe, e da qual tu foste alimentado? Mas eu tenho meus seios inteiros em minha alma, da qual eu nutro todos os meus juízos, [e] da qual ordenei servir nosso senhor Jesus Cristo, desde o começo de minha juventude." Quinciano então enviou-a para a prisão, onde permaneceu sem comida e auxílio médico. Ali, a virgem recebeu uma visão de São Pedro que a reconfortou com uma luz divina e a curou de seus ferimentos.
Quatro dias depois, Quinciano obrigou-a a se enrolar nua em brasas misturadas com cacos de tigelas quebradas, porém esta tortura foi interrompida em decorrência dum grande tremor que destruiu vários edifícios e matou Silvano e Fastião, respectivamente o conselheiro e amigo Quinciano. Temeroso que a população poderia voltar-se contra ele após o incidente, o oficial ordenou que Águeda fosse novamente colocada em sua cela. Ao retornar à cela, ela teria orado: "Senhor, meu Criador, tu sempre me protegeste desde o berço; tu me tiraste do amor do mundo e me deste paciência para sofrer. Recebe agora minha alma." Depois disso, teria deixado de viver.

### Sepultamento e rescaldo

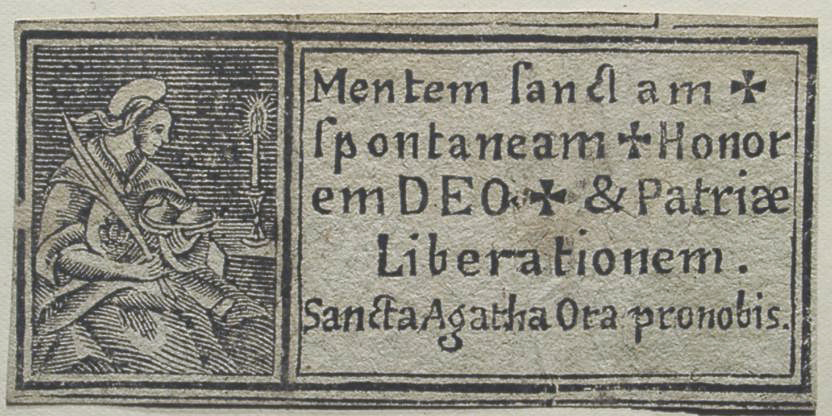
Nota de Águeda, a mensagem deixada em sua cabeça

Após a morte de Águeda, seu corpo foi recolhido e sepultado pelos cristãos. Enquanto eles preparavam-o com pomadas para o embalsamamento, alegadamente teria surgido um jovem vestido em seda acompanhado por uma multidão ricamente vestida que nunca foi vista na cidade. O jovem acompanhou a procissão que carregava Águeda e prostrou-se próximo aonde o corpo seria depositado. Quando a falecida foi depositada no túmulo, ele colocou, na cabeça do corpo, uma pequena tábua de mármore na qual estava escrito em latim Mentem sanctam, spontaneam, honorem deo dedit et patriæ liberationem fecit ("Você tem mente santa que Deus lhe deu a honra e salvou a pátria"). O corpo de Águeda foi sepultado na Catedral de Catânia. No século XI, se descobriria que seu corpo estava "incorrupto".
Segundo a Legenda Áurea, algum tempo depois Quinciano faleceria de uma morte terrível, embora não seja mencionada a causa do óbito. Um ano após estes eventos, no começo de fevereiro, um grande incêndio irrompeu das montanhas em direção a Catânia queimando tudo em seu caminho. Desesperados, os catanenses foram ao sepulcro de Santa Águeda e recolheram o véu que estava em sua tumba e seguraram-o em direção das chamas, que alegadamente se extinguiram em 5 de fevereiro, dia de sua celebração. Com o fim do perigo, o véu foi devolvido ao túmulo e passou a ser venerado como uma das relíquias da santa.

## Culto

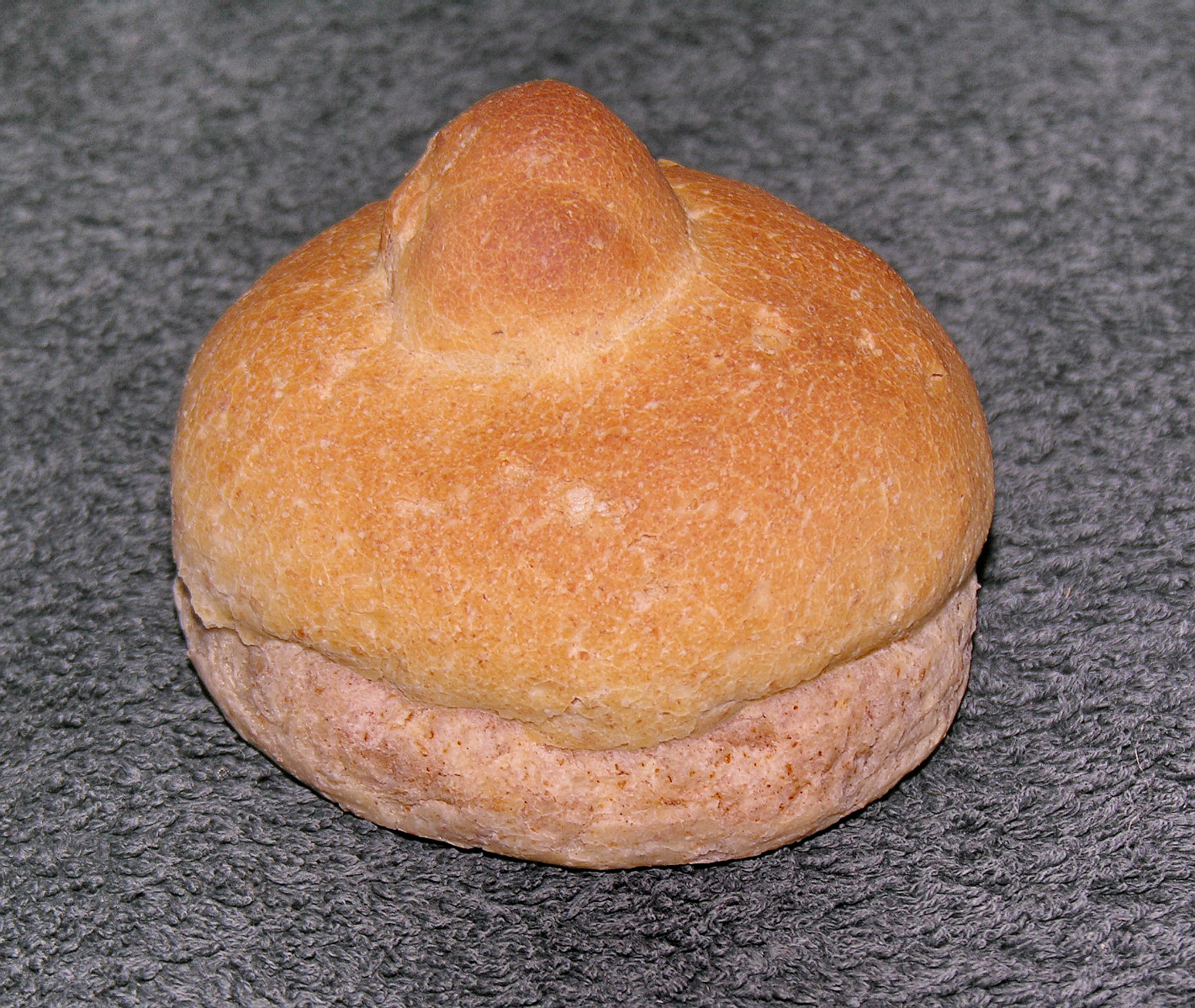
Pão de Santa Águeda

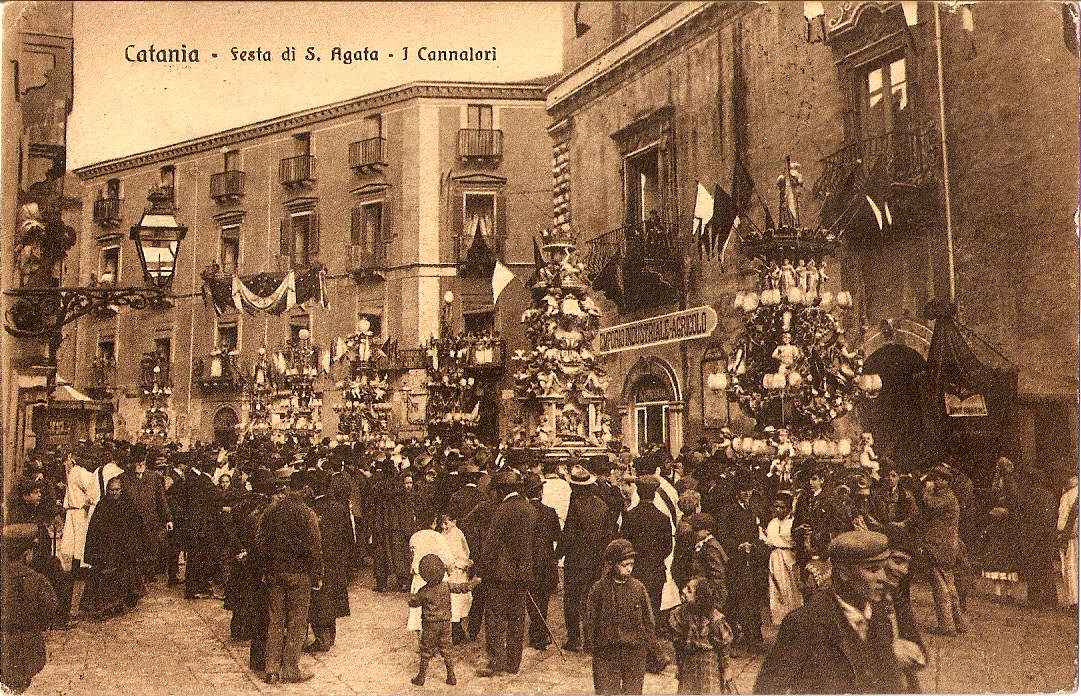
Festival de Santa Águeda em Catânia (1915)

Águeda é celebrada como santa pela Igreja Católica e Ortodoxa e sua festa litúrgica ocorre dia 5 de fevereiro. Há evidências que seu culto surgiu desde a Antiguidade. Ela está listada numa cópia do Martirológio de Jerônimo do século VI em associação com Jerônimo e no Calendário de Cartago (Sinaxário) de ca. 530. Também aparece num hino de autor anônimo preservado na obra do papa Dâmaso I (r. 366–384), em um dos carmes de Venâncio Fortunato do século VI, bem como é descrita numa procissão de santas na Basílica de Santo Apolinário Novo em Ravena, na Itália. Existe panegíricos dedicados a ela da autoria de Isidoro de Sevilha (século VI), São Adelmo (século VII) e do patriarca do século IX Metódio I (r. 843–847).
Duas igrejas do fim da Antiguidade Tardia em Roma lhe foram dedicadas, uma edificada pelo papa Símaco (r. 498–514) na Via Ápia ca. 500 e que atualmente encontra-se em ruínas, e outra, chamada Santa Águeda dos Godos, que foi adornada e entregue aos godos arianos ca. 460/470 pelo oficial romano Ricímero. Papa Gelásio I (r. 492–496) numa carta endereçada a certo bispo Vitor faz menção a uma "Basílica de Santa Águeda" e durante o pontificado do papa Gregório I (r. 590–604) vários santuários foram edificados para abrigar algumas das relíquias de Águeda, que ali permaneceram até serem transladadas para o Mosteiro de São Estêvão em Capri. Ainda há outro igreja, Santa Águeda em Trastevere que, segundo o Livro dos Pontífices, teria sido fundada na casa do papa Gregório II (r. 715–731).
Águeda está entre as sete mulheres que, junto com Virgem Maria, são celebradas pelo nome no Cânone da Missa. Como um atributo artístico seus seios são frequentemente mostrados cortados sobre um bandeja; na Idade Média foram comumente confundidos com pães e aparentemente isso esteve na origem da cerimônia na qual pães são levados ao altar numa bandeja. No sul da Alemanha e na Áustria, pães são cozidos na forma de seios pequenos e são abençoados no dia 5 ou na véspera para que sejam eficazes contra doenças nas mamas, febre e queimaduras; as mães e o gado comem-os para garantir o fluxo do leite e suas migalhas são espalhadas pelas residências para prevenir incêndios.
Em Catânia, entre 3 e 5 de fevereiro, um festival anual celebra a vida de Santa Águeda. Nele, 5000 pessoas carregam carruagens contendo as relíquias da mártir enquanto centenas de milhares acompanham a procissão. Em Zamarramala, na Espanha, no dia 5 de fevereiro as mulheres tornam-se mestres da cidade. No Norte da Espanha (La Rioja, Navarra e País Basco), nos dias 4 e 5, muitos corais compostos de crianças e adultos reúnem-se nas ruas para celebrá-la com canções. Nas vilas, os locais vestem-se com roupas típicas e portam varetas de madeira para controlar o ritmo da música. Eles receberem comidas dos vizinhos ou mesmo dinheiro para o preparo dum banquete compartilhado.

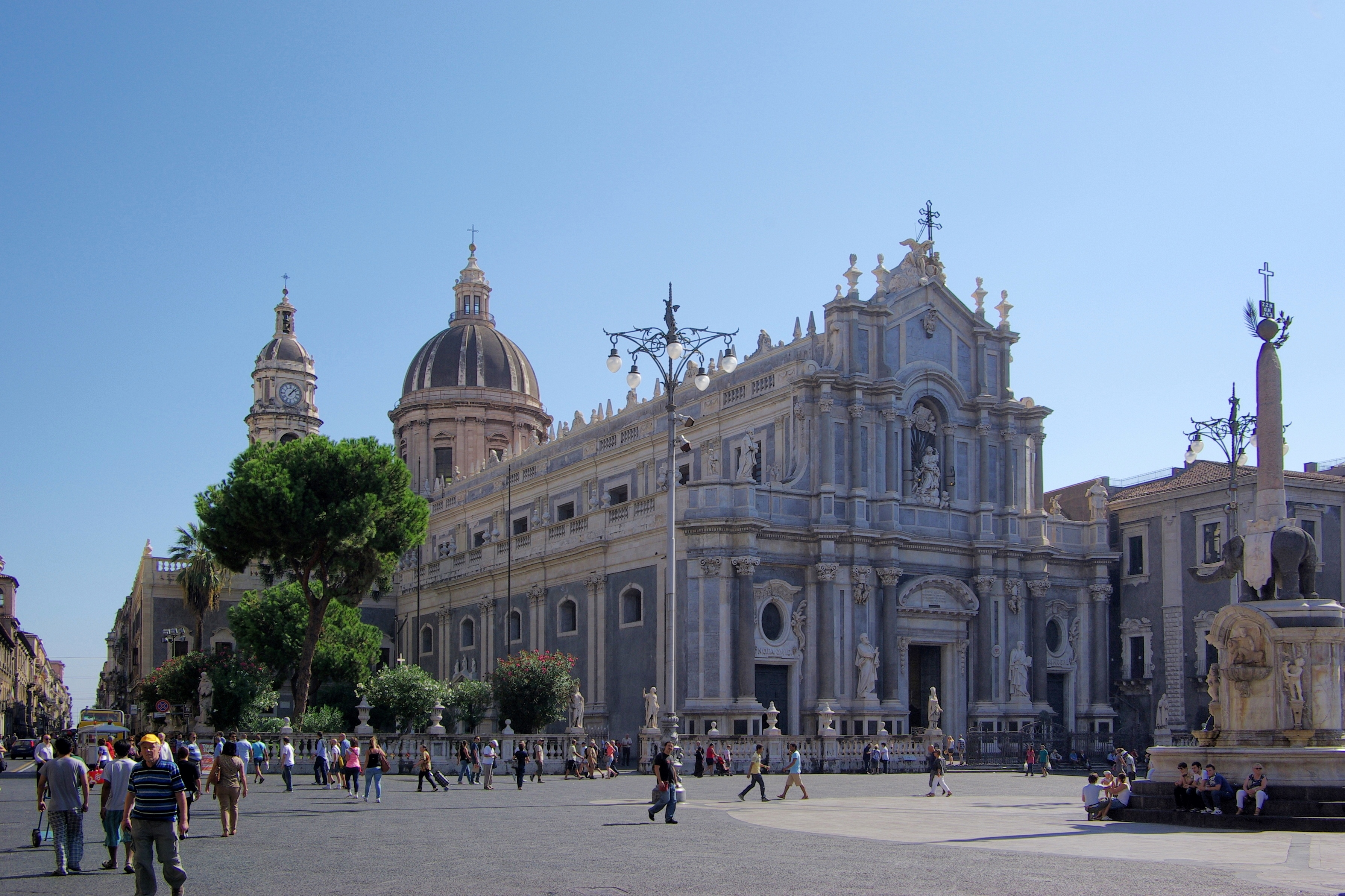
Catedral de Catânia
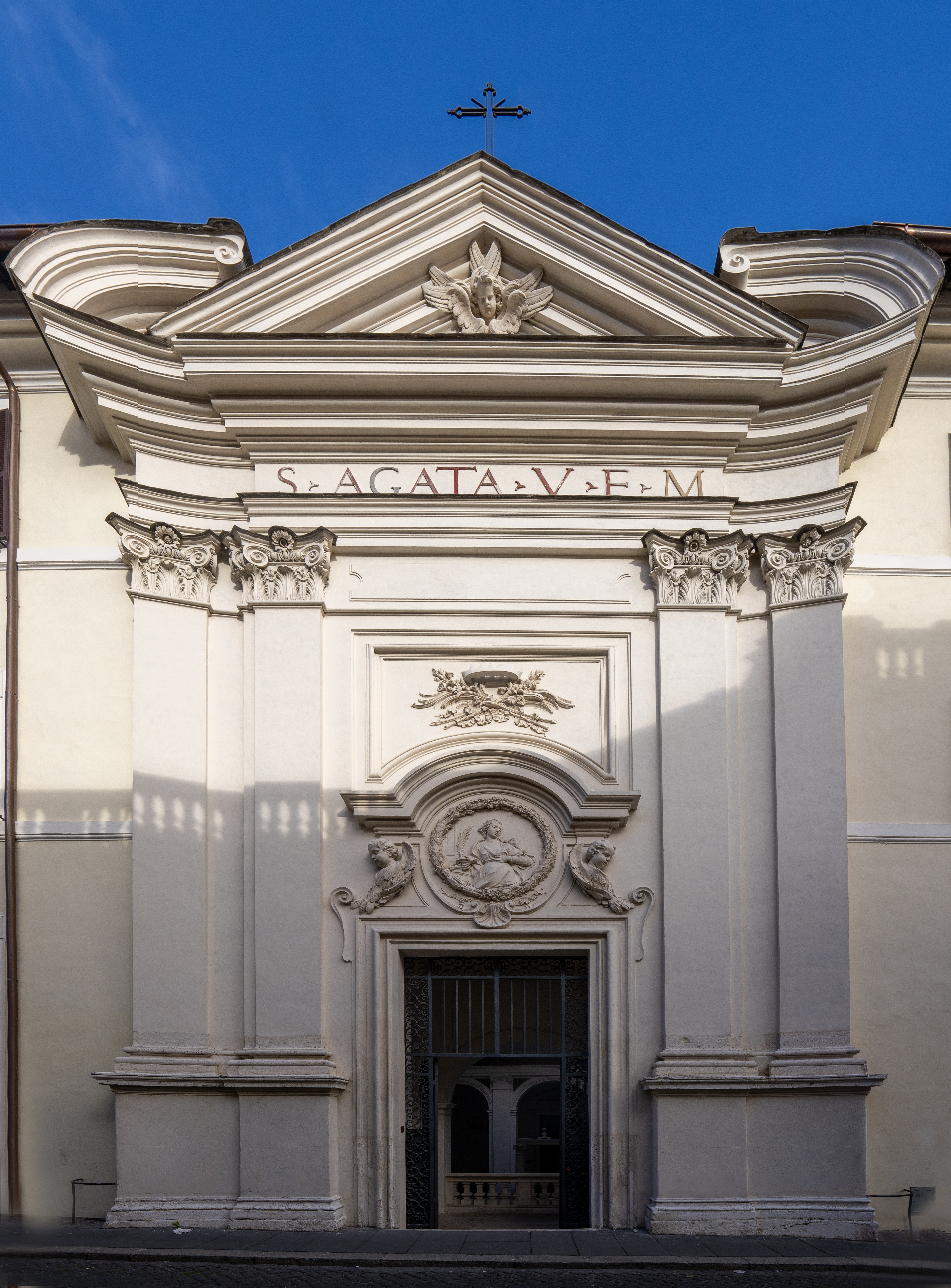
Santa Águeda dos Godos
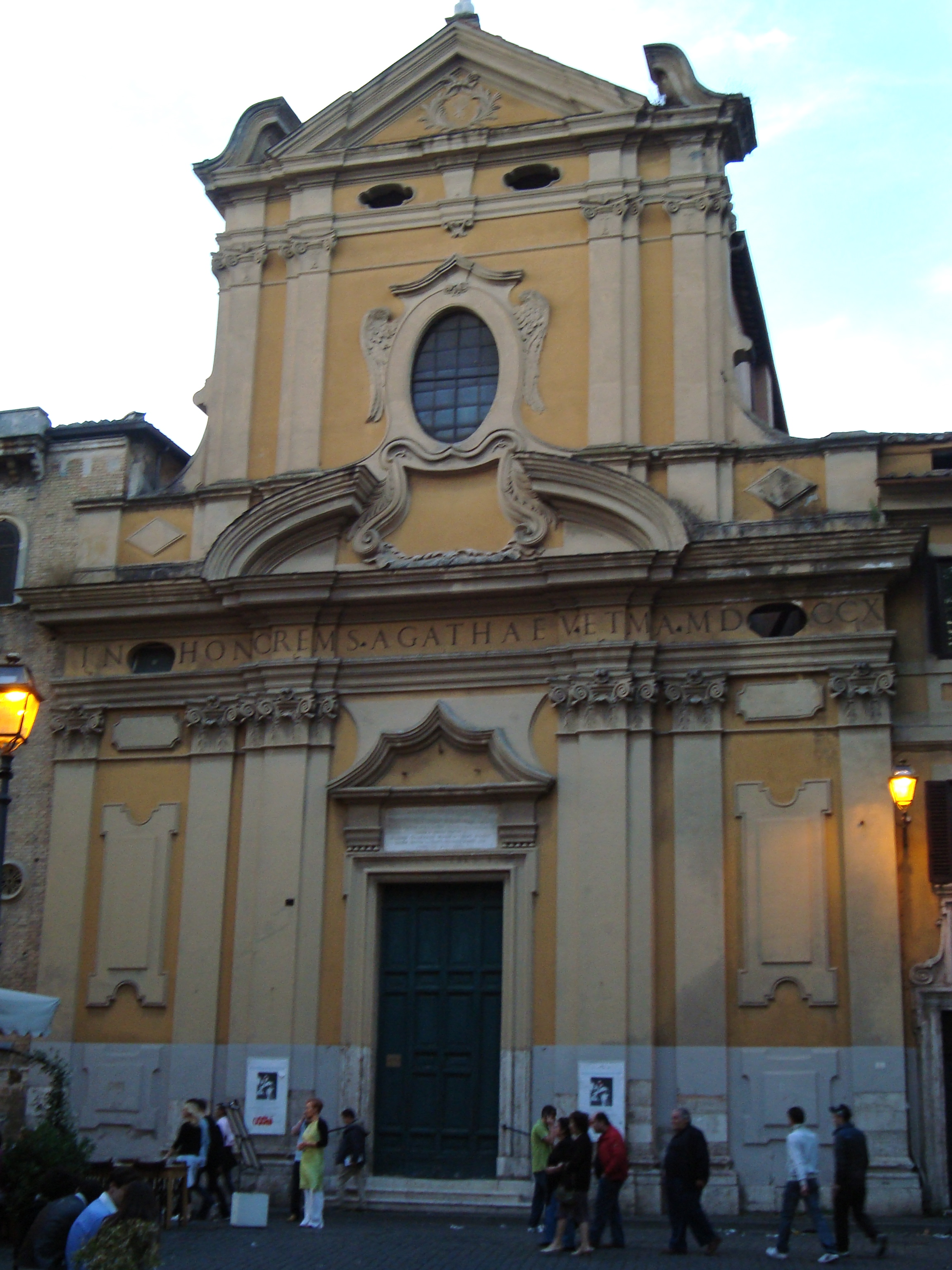
Santa Águeda em Trastevere
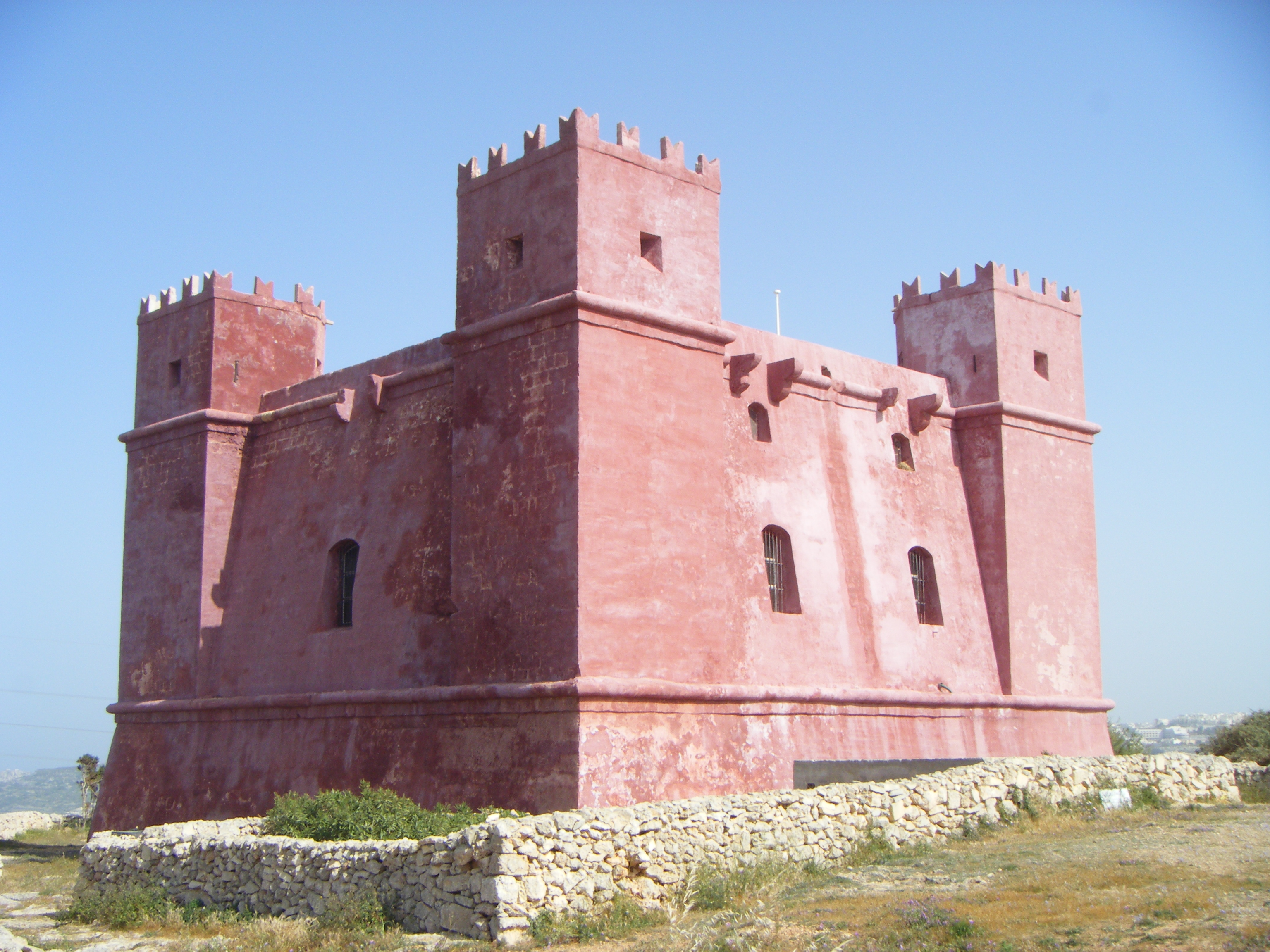
Torre de Águeda

## Padroeira

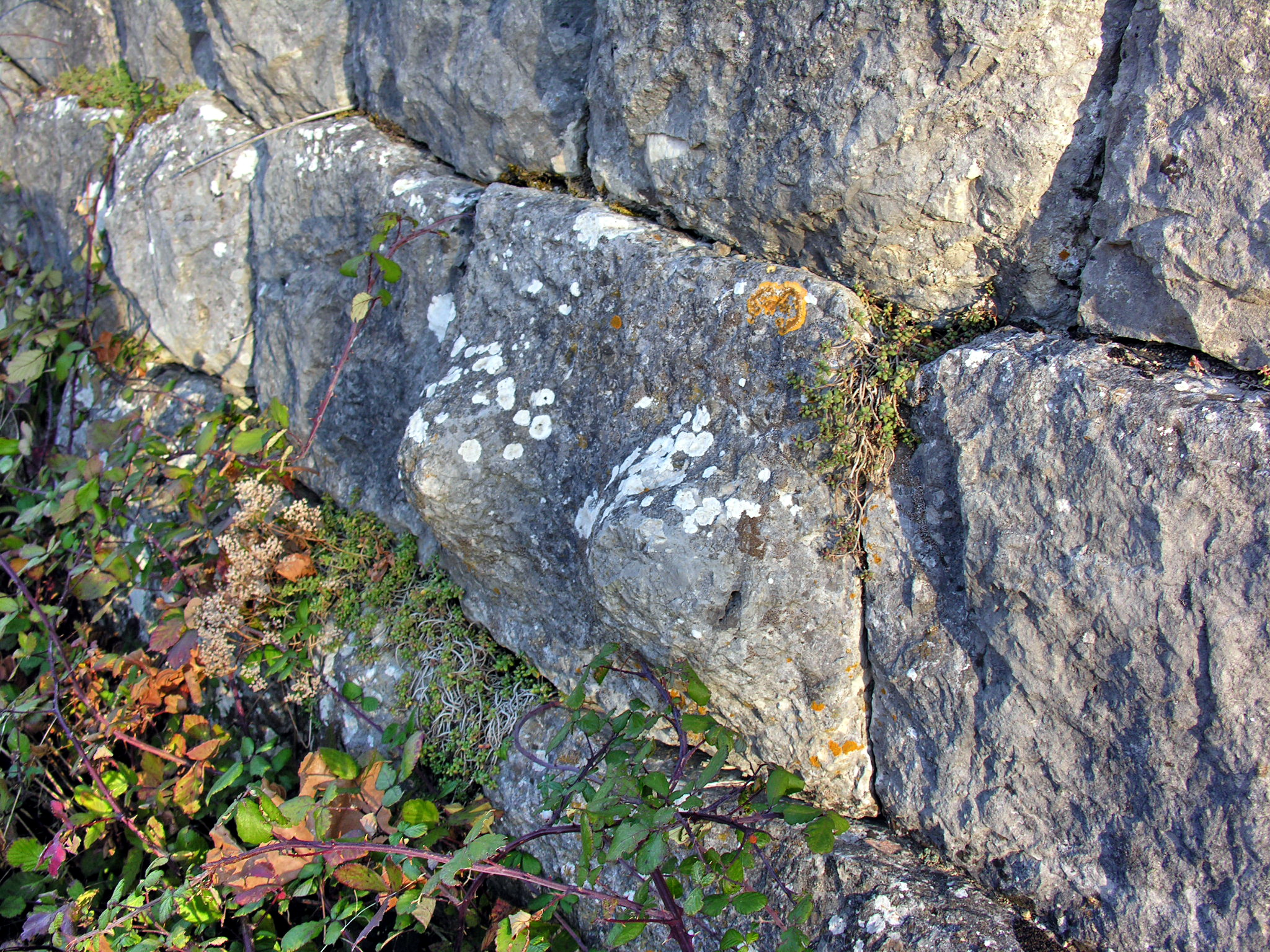
Seios de Águeda esculpidos nos muros de Mons, na França

Na Sicília, associa-lhe o poder de interromper as erupções do monte Etna, terremotos e incêndios. Ela é padroeira de fundidores de sinos, pacientes de câncer de mama, enfermeiras, bombeiros, vítimas de tortura e estupro, joalheiros, mártires, padeiros, amas de leite e leigas solteiras. Crê-se que em 1551 Malta foi salva duma invasão otomana após Santa Águeda interceder através duma aparição a uma freira beneditina, motivo pelo qual é aclamada padroeira. Na ilha há igualmente uma edificação militar, chamada Torre de Santa Águeda, que foi construída no século XVII pelos Cavaleiros Hospitalários.
Além de Malta, inúmeras localidades na França, Itália, Espanha, Alemanha, Países Baixos, Portugal, Bélgica, Canadá e São Marinho consideram-a como patrona. Na Eubeia, na Grécia, em Viaiavala, na Índia, e em Florença, Roma, Nápoles e na Lombardia, todas na Itália, verifica-se intenso culto à santa e em Barcelona, na Espanha, e em Kanfanar, na Croácia, há santuários relevantes dedicados a ela. Em Kristberg, ao norte de Silbertal, na Áustria, existe uma igreja que, segundo relatado, foi edificada e dedicada a Águeda em 1507 como forma de salvar alguns mineiros que haviam sido soterrados numa mina de prata. No Brasil, Santa Águeda é padroeira do município de Pesqueira, em Pernambuco e da Diocese de Pesqueira, que tem como sede da Sé Episcopal a Catedral de Santa Águeda.

## Relíquias

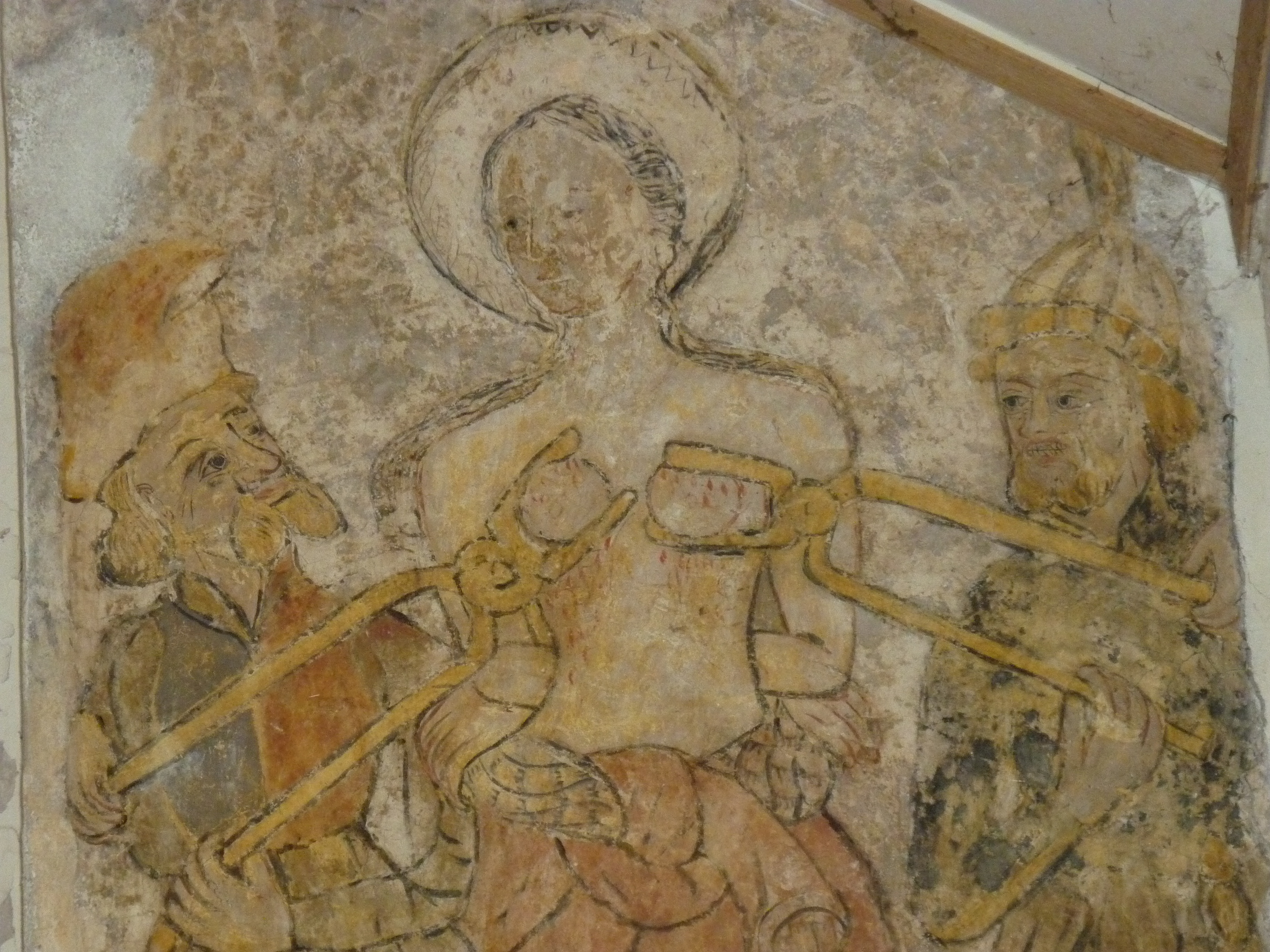
Afresco do martírio de Santa Águeda no interior da Igreja de Santa Águeda em Ris (Puy-de-Dôme), na França

Além daquelas relíquias abrigadas em Roma, parte das relíquias de Santa Águeda permaneceram sob tutela da Catedral de Catânia por séculos após sua morte. Em 1038, contudo, o general bizantino Jorge Maniaces, durante uma expedição contra o Emirado da Sicília, as capturou e transportou para Constantinopla como sinal de vitória sobre os árabes. Elas permaneceram em Constantinopla até 1126, quando o mercenário franco Gilberto e seu companheiro latino Joscelino da Calábria roubaram e transladaram-as para Catânia.
Segundo o bispo Maurício de Catânia, Gilberto, que à época estava a serviço do imperador João II Comneno (r. 1118–1143), decidiu realizar tal missão após receber uma visão da santa. João II tentou apreender em vão Gilberto e Joscelino, pois isso lhe parecia um "mal presságio" para o destino do império. Para Maurício, Deus teria mostrado seu favor aos normandos que na ocasião estavam se assentando na Sicília em detrimento do Império Bizantino, que foi deixado desolado.

## Legado

### Cripta de Malta

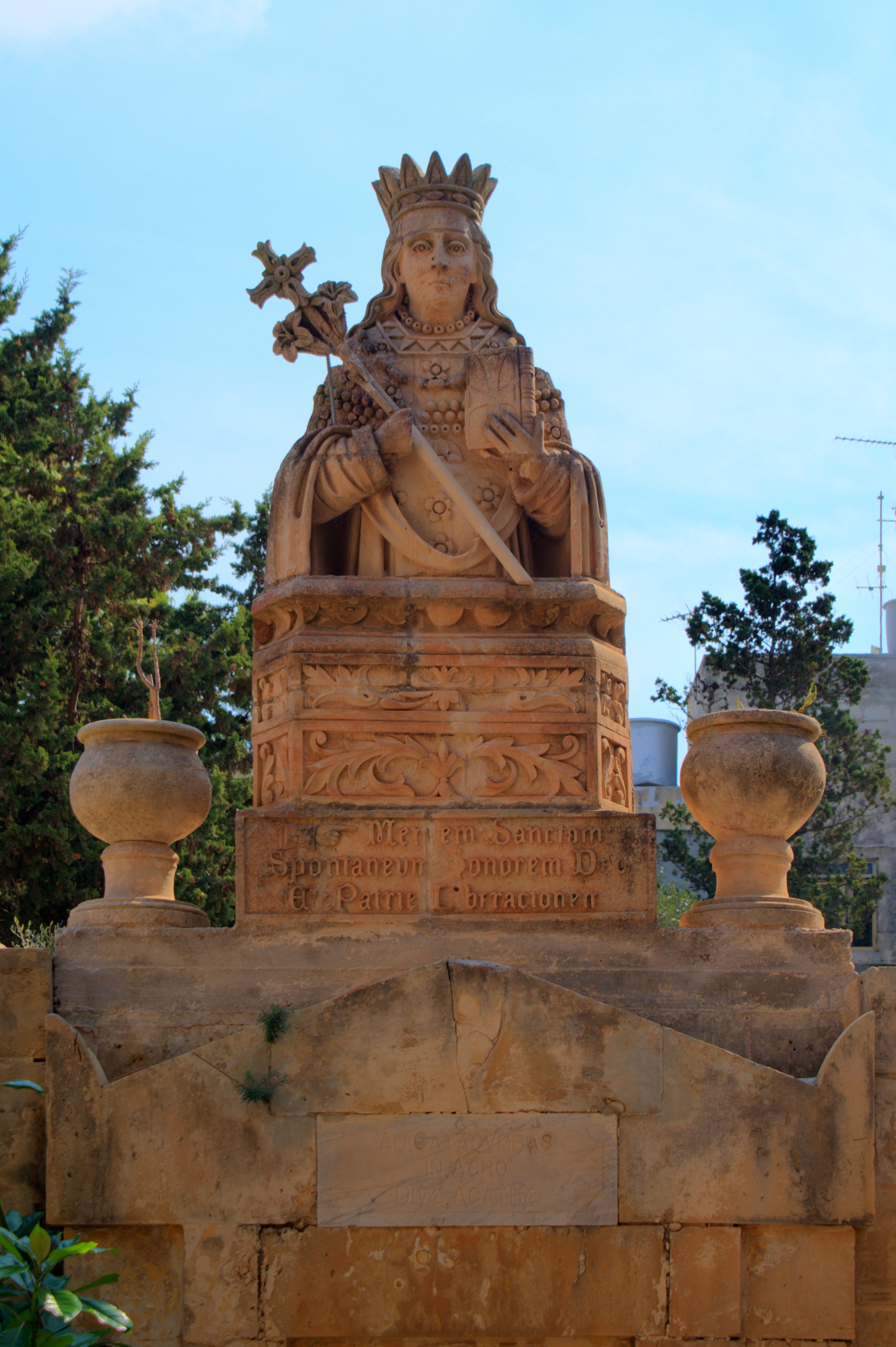
Estátua de Águeda próximo a entrada das catacumbas

Segundo uma lenda póstuma, Águeda e alguns de seus amigos teriam fugido para Malta em 249, na tentativa de escaparem da perseguição aos cristãos, e ali permaneceram algum tempo na cripta de Rabat orando e ensinamento a fé cristã às crianças antes de decidirem retornar à Sicília. Os malteses dedicaram-lhe a mesma cripta que utilizou em suas orações e nomearam em sua honra as catacumbas e a igreja posteriormente construída sobre a cripta. A cripta é uma basílica subterrânea que desde a Antiguidade era venerada pelos malteses. Durante o século IV ou V, se sabe que foi alargada e embelezada.
No fim da cripta há um altar principal que até 1647 foi utilizado para os cultos. Em 1666, um novo altar altar de pedra foi construído sobre o precedendo de modo a poder acomodar uma estátua de alabastro representando Águeda passando pelo martírio que foi doada pelo bispo de Malta Lucas Buenos (r. 1664–1668). A estátua foi esculpida em Trapani, na Sicília, e representa Águeda presa a um trono de árvore e um pequeno putto segurando uma coroa de rosas sobre sua cabeça. Ela está acomodada sobre um pedestal barroco dentro do qual existe uma pequena estátua da santa ardendo em chamas. Esta estátua foi substituída por uma estátua de fibra de vidro do escultor maltês Anton Agius e atualmente está no Museu de Santa Águeda, que localiza-se nas imediações.
Segundo os atos da visita pastoral de Pietro Duzina em 1575, havia muitos altares no interior da cripta, porém atualmente existem somente dois, o principal e um lateral dedicado a Virgem Maria. A cripta é adornada com inúmeros afrescos, alguns deles do século XII e em estilo bizantino. Há também outros em estilo grego que remontam ao século XV e geralmente são associados ao pintor siciliano Salvatore D'Antonio (ca. 1480). São 30 ao todo. Neles estão 13 imagens de Águeda, enquanto o restante representa bispos santos, virgens e mártires. Fora estes ainda há algumas pinturas visíveis teto à direita da entrada. Estes afrescos foram restaurados por George Farrugia entre 1984-1989 mediante patrocínio da Lions Club, Sliema de Malta.

### Catacumbas de Malta

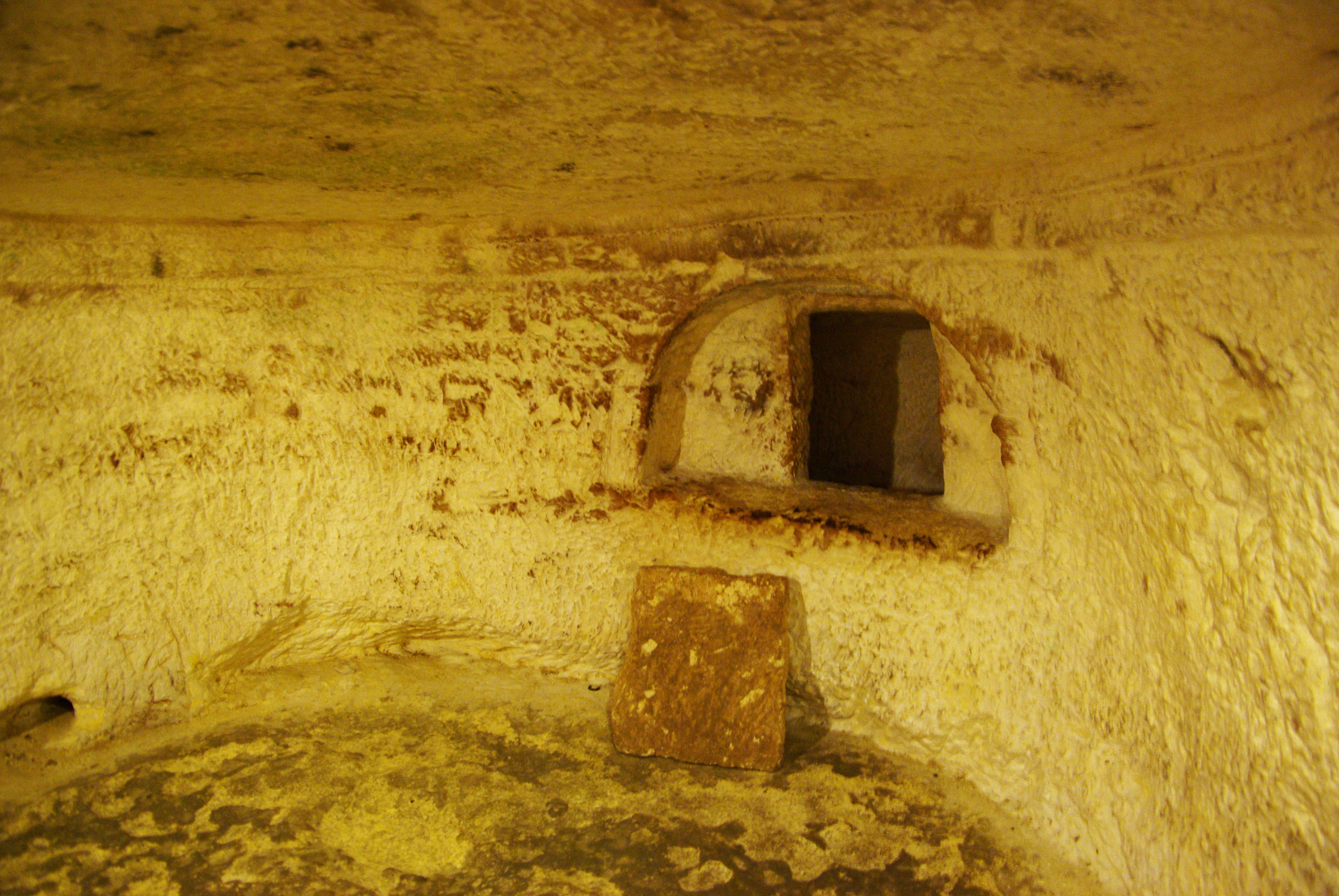
Um dos túmulos da catacumba

Santa Águeda emprestou seu nome a um complexo de catacumbas subterrâneas esculpidas no calcário globigerina que se situa nas imediações de sua cripta. Se estende por 4100 m2 e é formado por corredores estreitos de cada lado e abóbadas. As catacumbas, 500 ao todo, são datáveis dos séculos II e III. Serviram para o enterro de pagãos, judeus e cristãos e majoritariamente foram ocupadas por crianças. Em quase todos os túmulos os corpos tem suas cabeças recostadas numa espécie de travesseiro de pedra, enquanto em todos os túmulos existe uma cavidade semicircular utilizada para colocar a cabeça do corpo em sua posição; é possível indicar quantos indivíduos estão no interior através dessas cavidades.
É frequente encontrar pequenos nichos cortados nos muros laterais que teriam servido no passado para colocar lamparinas a óleo. Outro elemento presente no interior das catacumbas é a chamada "Mesa Ágape", que provavelmente teria servido como mesa para a realização do banquete final antes dum sepultamento. Algumas tumbas foram utilizadas para sepultar duas pessoas e há casos onde uma tumba dupla com uma parede divisória fina é perceptível. Há também casos onde, quando colocadas lado a lado, estas tumbas serviram para abrigar três, quatro ou cinco pessoas. Os túmulos são de tipos diferentes e são classificados segundo sua estrutura. Das 500 estruturas presentes no interior do complexo, apenas três são decoradas com pinturas murais.